# Leiopus nebulosus
Leiopus nebulosus là một loài bọ cánh cứng trong họ Cerambycidae.

## Hình ảnh

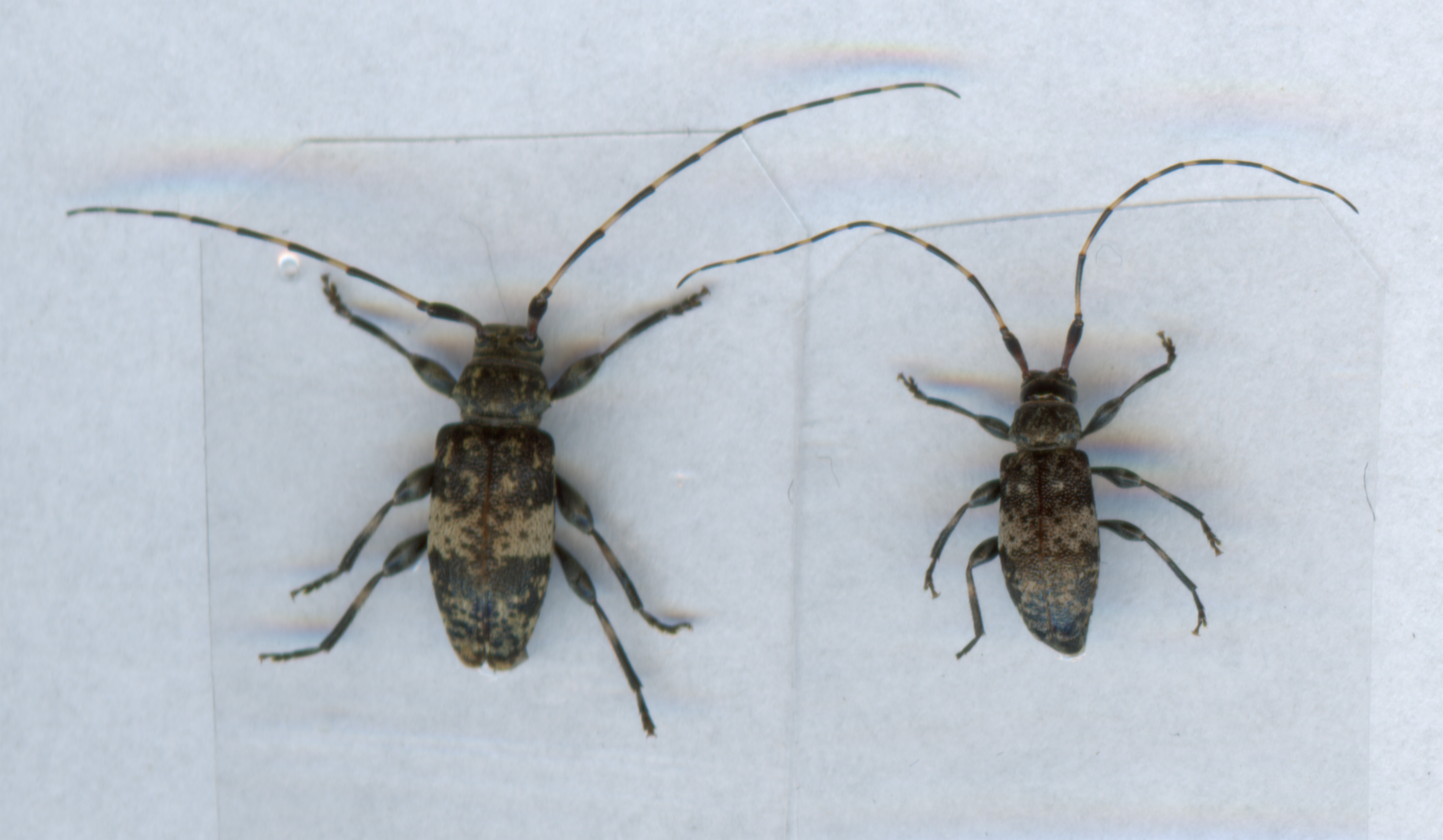
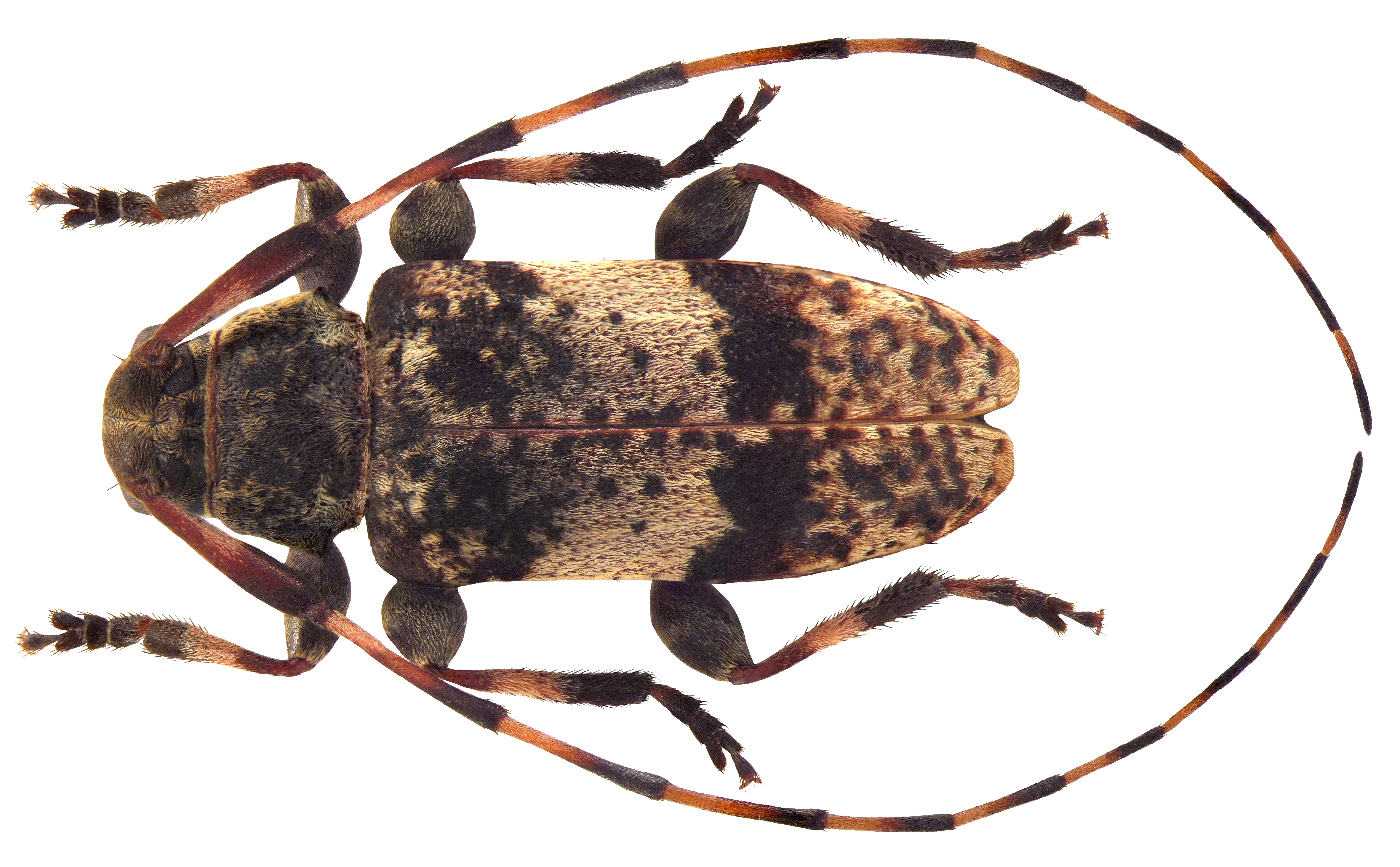
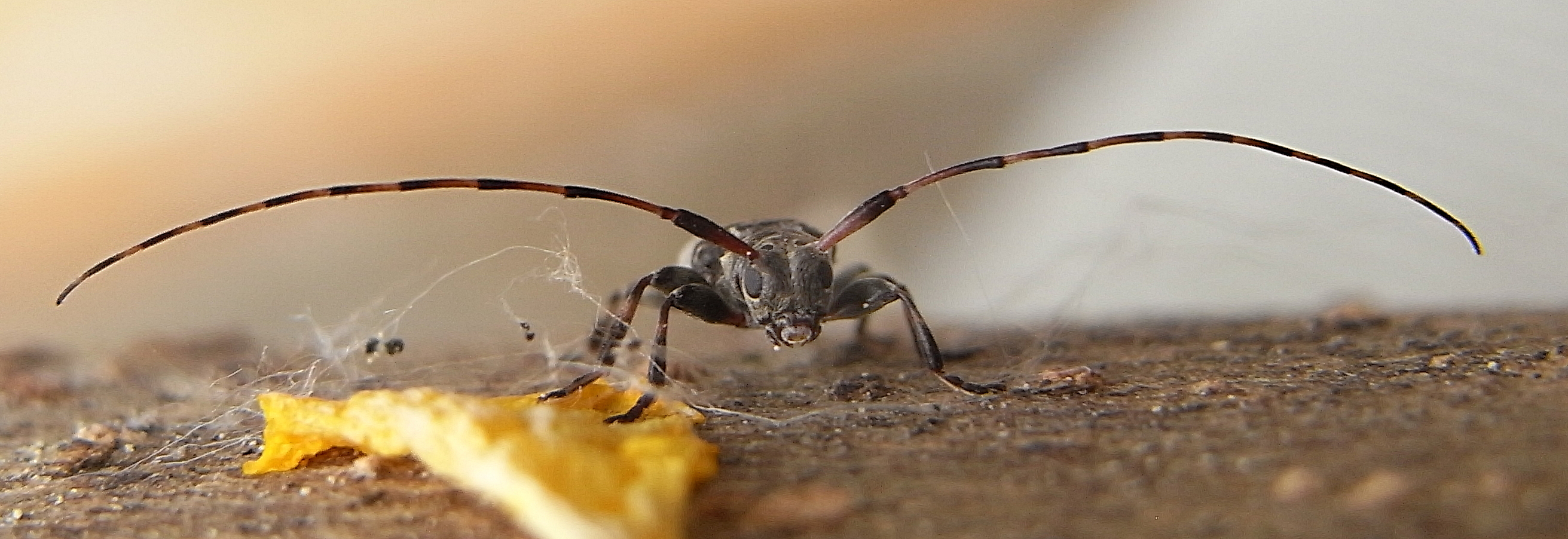